# Douglas DC-6
Douglas DC-6 (oznaczenie USAF: C-118 Liftmaster) – amerykański samolot pasażerski i transportowy, produkowany w latach 1946–1959 przez firmę Douglas Aircraft Company. Zbudowano ponad 700 egzemplarzy tego samolotu. Jest rozwinięciem maszyny Douglas DC-4. Wiele z nich jest do dzisiaj eksploatowanych zarówno w lotnictwie cywilnym jak i wojskowym. W stosunku do poprzednika znacznie wydłużono kadłub, zwiększając tym samym istotnie liczbę miejsc pasażerskich w kabinie. Zastosowano mocniejsze silniki. Samolot był przez wiele lat konkurentem samolotu Lockheed Constellation. Został wyparty przez maszyny z silnikami turboodrzutowymi.